# 丹麥廣播公司第二台
丹麥廣播公司第二台（丹麥語：DR2）是丹麥廣播公司一條於1996年開播電視頻道，主要播放各類紀錄片和深度新聞節目。這條頻道在開播初期只使用衛星電視與有線電視方式播送節目，後來因引起爭議而於2006年改以地面電視形式向丹麥全國播放。